# Meguru Koi no Kisetsu
Singles de Cute
Sakura Chirari
(2006) Tokaikko Junjō
(2007)
 Meguru Koi no Kisetsu  (めぐる恋の季節) est le 2e single "major" et 6e single au total du groupe de J-pop Cute, sorti le 11 juillet 2007 au Japon sur le label zetima, écrit et produit par Tsunku. Il atteint la 5e place du classement Oricon. 
Sortent aussi une édition limitée du single avec un DVD bonus, et une version "Single V" (vidéo). Une édition spéciale "event V" sera vendue lors de prestations du groupe.
La chanson-titre sert de second thème d'ouverture de la série anime Robby & Kerobby(épisodes 14 à 27), succédant au titre Koko ni Iruzee! par Athena (Nozomi Tsuji) ; elle figurera sur le 3e album du groupe, 3rd ~Love Escalation!~.

## Membres
- Maimi Yajima
- Erika Umeda
- Saki Nakajima
- Airi Suzuki
- Chisato Okai
- Mai Hagiwara
- Kanna Arihara

## Titres
Single CD
1. Meguru Koi no Kisetsu (めぐる恋の季節?)
2. Bishōjo Shinri (美少女心理?)
3. Meguru Koi no Kisetsu (めぐる恋の季節?) (instrumental)

Single V (DVD)
1. Meguru Koi no Kisetsu (めぐる恋の季節?)
2. Meguru Koi no Kisetsu (Dance Shot Haru Ver.) (めぐる恋の季節 (Dance Shot 春 Ver.)?)
3. Making of (メイキング映像?)

DVD de l'édition limitée
1. Meguru Koi no Kisetsu (めぐる恋の季節?)  (Close-up Ver.)

DVD de l'édition "event V"
1. Meguru Koi no Kisetsu (めぐる恋の季節?) (Multi Angle)
2. Meguru Koi no Kisetsu (Dance Shot Natsu Ver.) (めぐる恋の季節 (Dance Shot 夏 Ver.)?)